# Salnecke slott
Salnecke slott ligger strax väster om Gryta kyrka, en liten bit från Örsundsbro i Gryta socken i Enköpings kommun, Uppland.
Slottet har en huvudbyggnad av tegel i tre våningar med brant tak och är ett av de bäst bevarade slotten i Uppland från slutet av Vasatiden. Nuvarande byggnad är uppförd på 1640-talet. En portal av röd sandsten med vapensköldar för byggherren Georg Grissbach och hans fru pryder fasaden. Slottet är sedan 1967 byggnadsminne.

## Historik
Salneckes förste kände ägare var Karl Ingeborgasson Lejonbalk, lagman i Tiohärads lagsaga i Småland. Han bytte 1302 bort sin gård (curia) i Salnecke till Sko kloster. Det torde åsyfta en sätesgård, särskilt som det handlar om 15 öresland samt en mindre utjord om 12 1/2 örtugland, men någon säkerhet. 1316 testamenterade Andreas And, som var kanik i Uppsala 4 1/2 örtugsland i Salnecke till sin brorsdotter Ramborg Israelsdotter (And) och hennes man Arvid Gustavsson (Sparre av Vik). Det handlade om en mindre jord som troligen inte ingick i testamentet till Sko Kloster. 1381 sålde Bo Jonsson Grip 14 örtugsland i Salnecke till kaniken Magnus Tyrgilsson (Färla). Även detta torde handla om en annan lott. Kort därefter har dock troligen all jord som inte tillhörde Sko kloster samlats i en enhet. 1383 donerades ett markland jord i Salnecke till Klara kloster i Stockholm. Klara kloster bytte 1460 bort sin jord till ärkebiskopsbordet vid Uppsala domkyrka. Under slutet av 1400- och början av 1500-talet hade Uppsala domkyrka och Sko kloster vardera två landbönder boende i Salnecke.
Under 1500-talet tillföll Salnecke by kronan. Den kom under 1600-talet att doneras till flera olika adelsmän. I början av 1600-talet donerades den till Jacob van Dijk, som erhöll sätesfrihet för Salnecke. Gustav II Adolf skänkte 1626 gården till krigsrådet Philip Sadler och efter hans död 1641 förlänades den till överbergmästare Georg Grissbach. Grissbach torde redan omkring 1642 ha påbörjat bygget av ett stenhus på Salneckes plats. Troligen var det först då som en modern sätesbyggning uppfördes på platsen. Ovanför porten står årtalet 1646, troligen det år då byggnaden stod färdig.
Grissbachs äldste son tog den 19 december 1653 emot den engelska ambassadören Bulstrode Whitelocke, som var på väg till drottning Kristina, och ambassadören beskrev i sin dagbok slottet som det finaste han sett under hela resan från Göteborg. Gården tillhörde Grissbachs ättlingar i två led fram till 1727. Den köptes då av Elisabeth Steuch, änka efter Petrus Jonæ Asp, som 1736 överlät det på sin son Johan von Asp. Han försattes 1769 i konkurs och tvingades sälja sina gårdar. Salnecke ägdes därefter en tid av konkursboet och Fredrik Ulrik von Rosen innan det köptes av Johan von Asps svärson Fredrik von Post, som 1783 sålde gården vidare till Carl Gustaf Spens på Höja. Han lät 1788–1791 renovera Salnecke och flyttade 1789 dit. Carl Gustaf Spens son Jakob Melker Spens försattes i konkurs 1821 och tvingades då sälja Salnecke, som köptes av direktör Zakarias Dahlgren, som genast sålde det vidare till fabrikören Thomas Bennet. Bennet bytte Salnecke mot Näs i Österåker, vilket innehades av hovjägmästaren Klas Samuel Jonas Gyllenadler, som därmed fick sitt fideikommiss i Näs överflyttat till Salnecke.
Släkten Gyllenadler innehade slottet fram till 2013.
Slottet fick föreställa det fiktiva "Selambshof" i TV-serien Selambs (1979), en dramatisering av Sigfrid Siwertz roman med samma namn. Nuvarande ägare är Lars och Elisabeth Norman som arbetar med att renovera slottet.